# Achromobacter kerstersii
Achromobacter kerstersii es una especie de  bacteria gramnegativa del género Achromobacter. Fue descrita en el año 2016. Su etimología hace referencia al microbiólogo Karel Kersters. Es aerobia y móvil. Tiene un tamaño de 0,4-0,7 μm de ancho por 0,9-1,5 μm de largo. Forma colonias convexas, traslúcidas, no pigmentadas y con márgenes lisos en agar TSA tras 48 horas de incubación. Consiste en los ST138, 139 y 195 de Achromobacter. Algunas cepas tienen capacidad de producir surfactante a partir de petróleo crudo, así como de producir compuestos antifúngicos para el control de plagas. Tiene un contenido de G+C de 63,7%. Se ha aislado de muestras de suelo en Bélgica, Perú e Irán. 